# Kulm (skały)
Kulm – morska facja dolnego karbonu (dinantu) składająca się z osadów detrytycznych (okruchowych skał niewęglanowych).
W Polsce osady kulmu występują w zapadlisku górnośląskim, strefie śląsko-morawskiej i niecce śródsudeckiej.